# Coublevie
Coublevie – miejscowość i gmina we Francji, w regionie Owernia-Rodan-Alpy, w departamencie Isère.
Według danych na rok 1990 gminę zamieszkiwało 3335 osób, a gęstość zaludnienia wynosiła 473 osób/km² (wśród 2880 gmin regionu Rodan-Alpy Coublevie plasuje się na 266. miejscu pod względem liczby ludności, natomiast pod względem powierzchni na miejscu 1354.).